# Beechcraft 200
Dimensions
Le Beechcraft 200 est un avion d’affaires, monoplan bimoteur construit par le constructeur Beechcraft depuis 1974.
Il fait partie de la série des  Beechcraft Super King Air, qui est devenue Beechcraft King Air en 1996.
On trouve son nom sous la forme Beech 200 ou Be200 ou même B200. Il a tout d'abord été commercialisé sous la division Beechcraft de Raytheon mais depuis 2006, l'unité Hawker Beechcraft assure sa commercialisation.

## Technique
Comme les autres modèles de la série Super King Air, le Beechcraft 200 est reconnaissable à sa dérive en T. Il est motorisé par 2 turbopropulseurs Pratt & Whitney Canada PT6A ; selon les versions, cela peut être des PT6A-41 ou PT6A-42 montés sur des ailes basses.

## Évolution
La documentation constructeur cite les déclinaisons suivantes :
- B200 à partir de 1974 ;
- B200T à partir de 1976 ;
- B200C à partir de 1979 ;
- B200CT de 1981 à 2000 ;
- B200GT à partir de 2008 ;
- B200 CGT en 2010, sans indiquer la quantité d'avions produits.

Raytheon décidera de supprimer le préfixe de 'super' en 1996.
On notera aussi l'évolution de l'avionique avec par exemple l'installation en 2005 de l'avionique Pro Line 21. Cette avionique est développée par Rockwell Collins et équipe les Beechcraft King Air 350, B200GT et les C90GTi.

## Utilisations
Il est utilisé par les forces aériennes d'Argentine sous l'appellation Beechcraft B200 Cormorán.
Il a aussi été utilisé jusqu'en février 2004 par le gouvernement de la république de Macédoine.
Les États-Unis l'ont aussi utilisé à des fins de reconnaissance et de surveillance sous un nom différent : Beech C-12 Huron. Il assure aussi des patrouilles maritimes et des calibrations d'outils d'aide à la navigation.

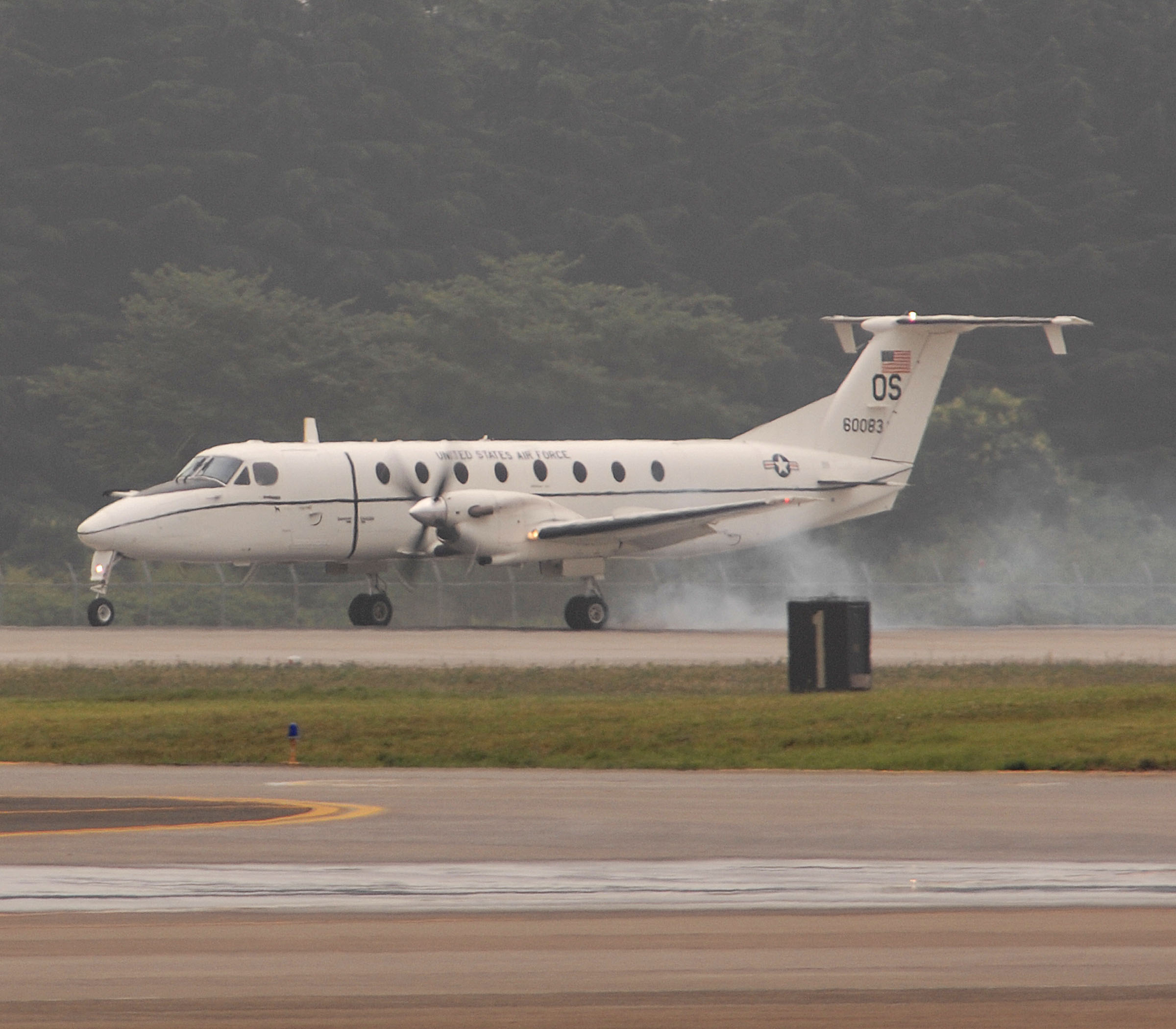
Un C-12J Huron de l'U.S. Air force se posant à Yokota Air Base, au Japon le 29 juin 2007.
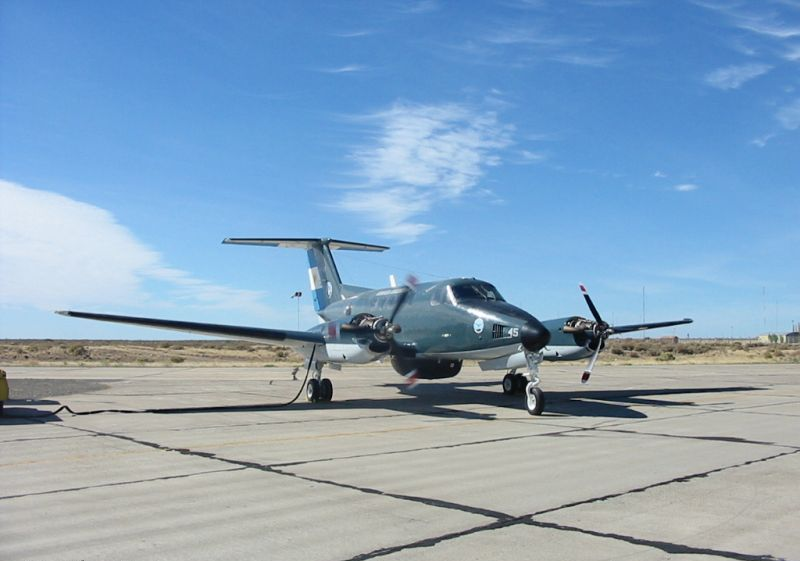
Un B200 Cormorán des forces aériennes d'Argentine.
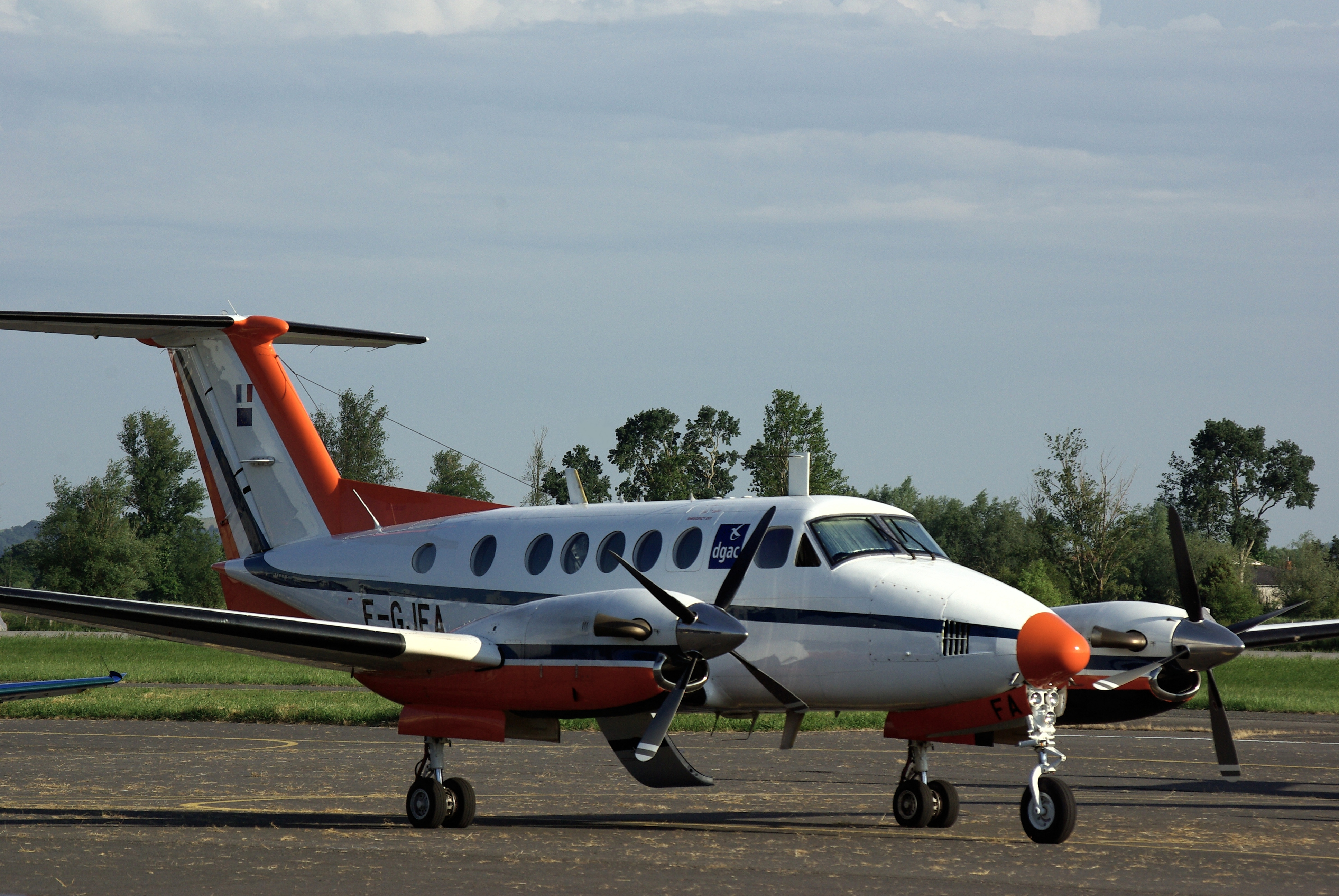
Beechcraft B200 Super King Air de la DGAC.

En France, l'Institut national de l'information géographique et forestière (IGN) dispose d’une flotte de quatre avions Beechcraft King Air 200 pour permettre la couverture photographique aérienne régulière du territoire français.
En Nouvelle-Calédonie par exemple, cet avion est utilisé pour des missions d'évacuation sanitaires.